# كينت ماسي
كينت ماسي (بالإنجليزية: Kent Massey)‏ هو متسابق يخت أمريكي، ولد في 1952 في أوكلاهوما سيتي في الولايات المتحدة.

## وصلات خارجية
- كينت ماسي على موقع الاتحاد الدولي للملاحة الشراعية (موقع جديد) (الإنجليزية)
- كينت ماسي على موقع اللجنة الأولمبية الدولية (الإنجليزية)
- كينت ماسي على موقع أوليمبيديا (الإنجليزية)